# Toxosiphon lindenii
Toxosiphon lindenii là một loài thực vật có hoa trong họ Cửu lý hương. Loài này được (Planch.) Baill. miêu tả khoa học đầu tiên năm 1872.